# فالديبرادو ديل ريو
بلدية فالديبرادو ديل ريو (بالإسبانية: Valdeprado del Río)‏، هي إحدى بلديات منطقة كانتابريا, المصنفة على أنها مقاطعة أيضاً، في شمال إسبانيا.
يبلغ عدد سكانها 334 نسمة وفقاً لإحصائية سنة (2002).